# إنريكو دي نيكولا
إنريكو دي نيكولا (بالإيطالية: Enrico De Nicola) ـ (9 نوفمبر 1877 ـ 1 أكتوبر 1959) هو قانوني وصحفي وسياسي إيطالي، شغل منصب رئيس الجمهورية الإيطالية بصفة مؤقتة بين عامي 1946 و 1948.

## حياته
ولد إنريكو دي نيكولا في نابولي، واشتهر كواحد من أبرز المحامين الجنائيين في إيطاليا. دَرَس دي نيكولا القانون في جامعة نابولي وتخرج فيها سنة 1896. انتخب عضوًا بمجلس النواب للمرة الأولى سنة 1909، ثم شغل مناصب حكومية صغرى بين عامي 1913 و 1921، ثم تقاعد عن العمل السياسي عند صعود الفاشية في إيطاليا.
من بين المناصب التي شغلها دي نيكولا منصب نائب وزير المستعمرات في وزارة جيوفاني جوليتي (من نوفمبر 1913 إلى مارس 1914)، ثم نائبًا لوزير الخزانة في حكومة فيتوريو إمانويلي أورلاندو (من يناير إلى يونيو 1919).
في 26 يونيو 1920 انتخب دي نيكولا رئيسًا لمجلس النواب الإيطالي، وظل في منصبه هذا حتى يناير 1924. وفي سنة 1929 عينه الملك فيكتور عمانويل الثالث عضوًا بمجلس الشيوخ (سيناتور)، ولكنه رفض شغل مقعده البرلماني ولم يشارك مطلقًا في جلسات المجلس.
عاد دي نيكولا لممارسة المحاماة، ولم يعد إلى السياسة إلا بعد سقوط الفاشية الإيطالية. حاول الملك فيكتور عمانويل الثالث عقب سقوط نظام موسوليني سنة 1943 أن يتنصل من تعاون الملكية الإيطالية مع النظام الفاشي، فبدأ في نقل صلاحيات الملك إلى ابنه أومبرتو، ثم خُلع فكتور عمانويل وتبوّأ ابنه العرش تحت اسم أومبرتو الثاني، ثم نُظم استفتاء دستوري فاز فيه التوجه الجمهوري، فانتُخب مجلس تأسيسي جديد وأصبح رئيس الوزراء ألتشيدي دي غاسبيري هو رئيس الدولة المؤقت لأسابيع قليلة بعد نفي أومبرتو الثاني.

## رئاسته للدولة

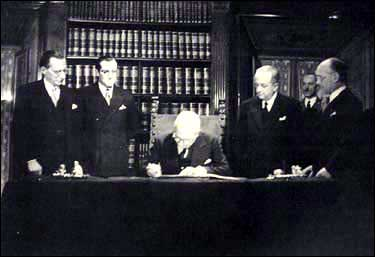
الرئيس دي نيكولا يقوم بالتوقيع على الدستور الإيطالي في 27 ديسمبر 1947

قام المجلس التأسيسي في 28 يونيو 1946 بانتخاب دي نيكولا (الذي يرجح أنه كان من أبرز الأسماء التي دفعت تحول إيطاليا في تلك المرحلة) رئيسًا مؤقتًا للدولة بأغلبية 80% من أصوات أعضائه في أول جولة من التصويت.
ذكر جوليو أندريوتي لاحقًا أن دي نيكولا ـ بتواضعه المعروف ـ كان مترددًا في قبول المنصب، وأنه قبل المنصب تحت ضغوط عديدة من عدة قادة سياسيين إيطاليين، وقد كتب إليه أندريوتي وقتها: «يا صاحب الفخامة، أرجوك أن تقرر ما إذا كنت ستقرر أنك سوف تقبل أن تقبل..».
وفي 25 يونيو 1947 تقدم دي نيكولا باستقالته من منصبه متعللًا بأسباب صحية، غير أن المجلس التأسيسي سرعان ما أعاد انتخابه في اليوم التالي، معتبرًا استقالته علامة على النبل والتواضع. وبعد أن وُضع الدستور الإيطالي موضع التنفيذ حمل دي نيكولا رسميًا لقب «رئيس الجمهورية الإيطالية» في 1 يناير 1948. وفي مايو من العام ذاته أعلن دي نيكولا رفضه الترشح في أول انتخابات دستورية، وهي الانتخابات التي أسفرت عن فوز لويجي إيناودي بأول ولاية رئاسية في تاريخ الجمهورية الإيطالية.

## المناصب السياسية والقضائية الرفيعة التي شغلها
- رئيس مجلس النواب الإيطالي (26 يونيو 1920 ـ 25 يناير 1924)
- الرئيس المؤقت للدولة الإيطالية (1 يوليو 1946-12 مايو 1948)
- رئيس مجلس الشيوخ الإيطالي (28 أبريل 1951 ـ 24 يونيو 1952)
- أول رئيس للمحكمة الدستورية (23 يناير 1956 ـ 26 مارس 1957)
- عضو مدى الحياة بمجلس الشيوخ (12 مايو 1948 ـ 1 أكتوبر 1959)

## الأوسمة
- وسام نجمة التضامن الإيطالي
 - وسام استحقاق الجمهورية الإيطالية (1956)

## وفاته
توفي دي نيكولا في توري دل غريكو بمقاطعة نابولي في 1 أكتوبر 1959.

## وصلات خارجية
- إنريكو دي نيكولا على موقع مونزينجر (الألمانية)

1. 1 2  Proleksis enciklopedija | Enrico De Nicola (بالكرواتية), QID:Q3407324
2. ↑  Dalibor Brozović; Tomislav Ladan (1999.), Hrvatska enciklopedija | Enrico De Nicola (بالكرواتية), Leksikografski zavod Miroslav Krleža, OL:120005M, QID:Q1789619 {{استشهاد}}: تحقق من التاريخ في: |publication-date= (help)
3. ↑  "Dettaglio decorato" (بالإيطالية). presidenza della Repubblica Italiana. Retrieved 2013-11-13.
4. ↑  S.M. Sergio, Elogio dell'Avvocato, Pironti  (بالإيطالية)Accessed 27 October 2010 نسخة محفوظة 20 يوليو 2011 على موقع واي باك مشين.
5. ↑  B. Vespa, Storia d'Italia da Mussolini a Berlusconi, p. 32 (بالإيطالية)
6. ↑  Cristina Mascheroni, Enrico De Nicola, Infobergamo (2006)  (بالإيطالية)Accessed 26 January 2012 نسخة محفوظة 03 مارس 2016 على موقع واي باك مشين.
7. ↑  Italian Government website: details of award to De Nicola نسخة محفوظة 21 يونيو 2017 على موقع واي باك مشين.